# Bataille d'Achigachia
Insurrection de Boko Haram
La bataille d'Achigachia a lieu le 28 décembre 2014 pendant l'insurrection de Boko Haram.

## Déroulement
Le 28 décembre 2014, les forces de Boko Haram lancent une offensive simultanée contre cinq villes et un camp militaire à l'extrême-nord du Cameroun. Les djihadistes ciblent les villes de Guirvidig, Mokolo, Waza, Amchidé et Makary, ainsi que le camp d'Achigachia. Située dans le Mayo-Tsanaga, la localité d'Achigachia est placée sur la frontière. Elle est coupée par un cours d'eau alors asséché et un camp militaire se trouve de chaque côté ; celui d'Achigachia-Cameroun est tenu par l'armée camerounaise tandis que celui d'Achigachia-Nigeria est aux mains de Boko Haram. Les deux camps sont séparés d'environ cinq kilomètres,.
Un millier de djihadistes prennent part à l'offensive. Vers 4 heures du matin, ils se lancent à l'assaut du camp d'Achigachia. Les militaires de la brigade d'infanterie motorisée (Brim) se replient, abandonnant le camp et le village aux hommes de Boko Haram qui y hissent leur drapeau. Les djihadistes tiennent les lieux pendant quatre heures et s'emparent d'équipement et d'armement. Pour la première fois le Cameroun engage alors ses forces aériennes, deux Alpha Jet pilonnent le camp et forcent les hommes de Boko Haram à se retirer et à retraverser la frontière,,,,,. 
Pendant les combats, les djihadistes commettent également des exactions et des tueries contre les populations civiles et provoquent la fuite de milliers d'habitants. Cependant des exécutions sommaires sont également commises par les forces camerounaises le 1er ou le 8 janvier 2015, alors que ces dernières mènent une opération militaire dans la ville pour récupérer les corps de soldats qui avaient été tués par Boko Haram,. Une vidéo filmée par un soldat et authentifiée par France 24, montre le massacre d'une dizaine de personnes vêtus d'habits civils, criblées de balles par des militaires,. Des témoins font quant à eux état d'au moins 30  à   88 personnes massacrées, dont de nombreux vieillards qui n'avaient pu fuir la ville.

## Les pertes
Le 29 décembre, Issa Tchiroma Bakary, le ministre camerounais de la Communication déclare que 34 assaillants ont été tués à Chogori, tandis que sept autres sont morts à Waza ainsi qu'un militaire. L'agence Xinhua indique également que selon des sources militaires 83 combattants de Boko Haram ont été tués à Achigachia, tandis que trois soldats camerounais sont morts et dix autres portés disparus. 
Le 30 décembre, RFI indique que selon une source à l’état-major des armées, le bilan est de huit disparus pour l'armée camerounaise et qu'ils sont présumés morts. De plus, le 29 décembre, un véhicule saute sur un engin explosif entre Amchidé et Kolofata, deux soldats sont tués. Le 31 décembre, le Cameroun fait état d'un bilan d'au moins quatre morts et huit disparus du côté des militaires.

## Suites
Une nouvelle attaque est menée par les djihadistes à Achigachia la nuit du 10 au 11 août 2015, faisant un mort et deux blessés parmi les soldats camerounais.